# 81-мм міномет M252
81-мм міномет M252 — американський батальйонний міномет.

## Історія
Є американською версією британського міномета L16A2. Прийнятий на озброєння в 1987 замість 81-мм міномета M29. Випускається у Арсеналі Вотервліт.

## Конструкція
Міномет розбирається для перенесення на 4 частини — ствол (вага — 16 кг), двунога (12 кг), опорна плита (13 кг) та приціл (1,1 кг).

## Варіанти
- M252A1. Більш легка версія, прийнята на озброєння в 2014. За 2014—2016 планується замінити у військах всі міномети M252.

## Країни-експлуатанти
- США
- Латвія: станом на 2010 — 10
- Естонія: станом на 2013 — 80